# ولاشد پائین
ولاشدپایین، روستایی است از توابع بخش مرکزی شهرستان نکا در استان مازندران ایران.

## جمعیت
این روستا در دهستان قره‌طغان قرار دارد و براساس سرشماری مرکز آمار ایران در سال ۱۳۸۵، جمعیت آن ۱۹۶ نفر (۵۳خانوار) بوده‌است. مردم ولاشد پایین از قومیت طبری هستند. مردم ولاشد پایین به زبان طبری (مازندرانی) سخن میگویند.